# Tigre Tanaka
Pour les articles homonymes, voir Tanaka.
Tigre Tanaka est un personnage de fiction incarnant le chef des services secrets japonais. C'est un descendant de samouraï, ancien kamikaze, au sens de l'honneur très développé. Il aide James Bond lors de deux missions au Japon.

## Œuvres dans lesquelles le personnage apparaît

### Romans
- 1964 : On ne vit que deux fois (You Only Live Twice) de Ian Fleming
- 2002 : The Man With The Red Tattoo de Raymond Benson

### Film
- 1967 : On ne vit que deux fois (You Only Live Twice) de Lewis Gilbert, interprété par Tetsurō Tanba.